# Koji Fukushima
Koji Fukushima (福島 康司, Fukushima Kōji; Okayama, 21 augustus 1973) is een Japans voormalig professioneel wielrenner. Hij reed voor onder meer Bridgestone Anchor, Cycle Racing Team Vang en Meitan Hompo-GDR.
Koji Fukushima is de jongere broer van wielrenner Shinichi Fukushima. Zijn bijnaam is The Harmonica Man, dit komt doordat hij op een gegeven moment een persconferentie onderbrak door op zijn mondharmonica te gaan spelen.

## Overwinningen
2004
3e etappe Paths of King Nicola
1e etappe Ronde van Servië
3e etappe Ronde van China
Eindklassement Ronde van China
2005
Proloog Ronde van Siam
3e etappe Ronde van Langkawi
2006
Eindklassement Boucles de la Mayenne
2007
2e etappe Ronde van Siam